# Naagin
Naagin (em hindi:  नागिन) é uma série de televisão indiana produzida pela Bajali Telefilms e exibida pela Colors TV desde 1 de novembro de 2015, estrelada por Mouni Roy, Arjun Bijlani, Adaa Khan e Sudha Chandran. Tornou-se um dos programas de maior audiência na televisão indiana.

## Enredo
Uma cobra milagrosa que muda de forma e tem o poder de se tornar um humano; ela pode ser quem quiser - uma esposa, uma sedutora, uma amante, uma donzela em perigo - tudo em nome de vingança.

## Elenco
- Mouni Roy (temporadas 1-3) como Shivanya / Mahanaagrani Shivangi
- Arjun Bijlani (temporadas 1-3) como Ritik Singh / Sangram Singh
- Adaa Khan (temporadas 1-4) como Shesha / Ruchika / Takshika / Ku-Sarpo ki Raani Shesha
- Sudha Chandran (temporadas 1-4) como Yamini Singh Raheja
- Karanvir Bohra (temporadas 2-3) como Rocky Pratap Singh / Takshak Naagraj
- Aashka Goradia (temporadas 1-2) como rainha Avantika de Mahishmati (abelha)
- Kinshuk Mahajan (temporada 2) como Naag Rudra
- Karishma Tanna (temporada 3) como Naagin Ruhi / Huzoor
- Surbhi Jyoti (temporada 3) como Naagrani Bela / Naagrani Shravani
- Pearl V Puri (temporada 3) como Mahir Sehgal / Mihir
- Anita Hassanandani (temporada 3) como Naagin Vishakha / Vish
- Rajat Tokas (temporadas 1 e 3) como Kabir / Naag Vikrant
- Rakshanda Khan (temporada 3) como Nidhog Naagrani Sumitra